# Stajalište Schwartzkopffstraße
Podzemna stanica Schwartzkopffstraße je stajalište berlinske podzemne željeznice U6 (Linija 6) u okrugu Mitte. Stanica se nalazi 4,30 metara ispod Chausseestraße između čvorova ulica Schwartzkopffstr. i Wöhlertstraße. 

## Povijesni pregled
Izgradnja stajališta započela je između 1913. i 1914. godine, a prekinuta je tijekom Prvog svjetskog rata. Nakon nastavka radova 1919. godine, stanica je otvorena 8. ožujka 1923. godine. Heinrich Jennen, Alfred Grenander i Alfred Fehse dizajnirali su bijelu postaju sa središnjom platformom. Znakovne ploče i čelični stupovi u postaji kolodvora imaju crveni obrub. U sustavu BVG-a (tvrtka Berlinski javni prijevoz) vodi se pod kraticom Sk.  
Od travnja do srpnja 1945. stanica je bila zatvorena zbog ratne štete. Od 9. travnja 1951. preimenovana je u "Walter Ulbricht Stadium". S početkom izgradnje Zida, 13. kolovoza 1961. do 1. srpnja 1990. služila je kao prazno stajalište, poznatije pod nazivom "stanica duhova". Podzemna željeznica je prolazila kroz njega i zaustavila se u Istočnom Berlinu samo na stanici Friedrichstrasse. 
Stanica je 1973. godine dobila ime po velikom sportskom objektu u blizini - Stadion svjetske mladeži. Preimenovanje 15. ožujka 1973. i zamjena znakova obavili su se prije ponovnog otvaranja stadiona pod novim nazivom 28. srpnja 1973. Samo su stražari u unutrašnjosti stanice i putnici u prolazu (iz zapadnog dijela grada) mogli vidjeti novo ime stajališta. 
Od 1991. godine stanica se ponovno zove "Schwartzkopffstraße". Obnovljena je i restaurirana 1993. godine. Od tada slovi kao građevina na popisu zaštićenih objekata.  
Stanica je opremljena dizalom i može joj se pristupiti bez prepreka. 

## Povezanost
Na stanici podzemne željeznice postoje samo veze s noćnom autobusnom linijom N6 BVG-a (tvrtke Berlinski javni prijevoz). 

## Poveznice
- BVG-ov plan željezničkog kolodvora (PDF; 146 kB)